# Невшательський тролейбус
Невшательський тролейбус (фр. Réseau de trolleybus de Neuchâtel) — тролейбусна мережа міста Невшатель, кантон Невшатель, Швейцарія.

## Історія
Тролейбусний рух у Невшателі був відкритий 16 лютого 1940 року і послідовно, до 1976 року, замінив лінії Невшательського трамваю. 
Крім того, до 1969 року обслуговував сусідні громади Оверньє, Пезьо, Корчелс-Кормондреш, Отрив, Сен-Блез та Ла-Тене, а також Валангін, де було сполучення з сусідньою тролейбусною мережею у Валь-де-Руз. Загальна протяжність ліній становить 25,7 км, щорічно здійснюється перевезення близько 10,6 млн пасажирів.

## Хронологія ліній
| 16 лютого 1940 | Place Pury — Serrières                      |
| 21 травня 1949 | Place Pury — Terreaux–Temple des Valangines |
| 1 липня 1949   | Place Pury — Vauseyon — Valangin (Cernier)  |
| 30 червня 1957 | Place Pury — Monruz                         |
| 29 серпня 1957 | Monruz–Sentier Gare CFF — Saint-Blaise      |
| 1964           | Terreaux–Rochettes — La Coudre              |
| 1964           | Rochettes — Gare CFF                        |
| 1969           | La Coudre — Hauterive                       |
| 11 липня 1976  | Vauseyon — Corcelles-Collège                |
| 30 серпня 1976 | Corcelles-Collège — Cormondrèche            |
| 9 жовтня 1978  | Saint-Blaise–Marin — Epagnier Gare          |
| 1991           | Hauterive — Sentier Gare CFF                |

## Діючі лінії
В місті діють 3 тролейбусні лінії:
| №   | Маршрут руху                                    | Інтервал, хв. | Протяжність, км | Примітка |
| --- | ----------------------------------------------- | ------------- | --------------- | -------- |
| 101 | Cormondrèche — Place Pury — Marin-Epagnier Gare | 7,5           | 12,9            | [ 2 ]    |
| 102 | Temple des Valangines — Serrières               | 10            | 0 4,7           | [ 3 ]    |
| 107 | Place Pury — Hauterive — (Marin-Epagnier Gare)  | 7,5           | 0 8,1           | [ 4 ]    |

## Рухомий склад
Станом на листопад 2022 року у Невшані налічується 31 тролейбус:
| Фото | №                          | Кількість | Виробник   | Електрика               | Тип                           | Модель         | Рік побудови |
| ---- | -------------------------- | --------- | ---------- | ----------------------- | ----------------------------- | -------------- | ------------ |
|      | 101—102, 105, 109, 114—120 | 11        | NAW / Hess | Asea Brown Boveri (ABB) | NAW BGT 5-25                  | Висока підлога | 1991         |
|      | 131—150                    | 20        | Hess       | Kiepe                   | Hess SwissTrolley 3 (BGT-N2C) | Низька підлога | 2009—2011    |

10 лютого 2022 року Державна рада схвалила запит «TransN» на придбання 30 тролейбусів «Hess LighTram19» для Невшателя та Ла-Шо-де-Фон. У Невшателі замінять 11 тролейбусів NAW, які є останніми високопідлоговими тролейбусами в країні, що дозволить продовжити лінії за допомогою автономного ходу. Поставка очікується двома партіями у 2023 та 2026 роках. 